# The Simpsons (sæson 19)
Den nittende sæson af tv-serien The Simpsons blev første gang sendt i 2007 og 2008.

## Afsnit

### He Loves to Fly and He D'ohs
Homer redder Mr. Burns's liv, derfor inviterer han Homer til en tur i hans privat jet, da de lander i Springfield igen, efter en tur til Chicago, vil Homer ikke ud igen. 
han bliver meget ulykkelig da han ikke får muligheden for at flyve i privat jet igen. Derfor hyrer Marge en coach til Homer, han siger til Homer at han kan gøre alt. Derfor siger Homer op på atomkraftværket, og søger et job hos Den rige Texaner, Homer lader som at han fik jobbet, men sidder på Krusty Burger hver dag indtil Bart på en skole udflugt opdager ham. Derefter går Homer til bekendelse og tigger sig til sit gamle job igen.

### The Homer of Seville
Homer må på hospitalet med hans dårlige ryg og her opdager han, at han har en smuk operastemme. Det varer ikke længe, før Homer er operastjerne og har en stor fanskare – men en af fansene går lidt for vidt.

### Midnight Towboy
Marge skal til at putte Maggie i seng, da Maggie pludselig bliver umulig og pylret.
Dette kan kun løses med en flaske mælk, men da flasken knuses bliver Homer sendt i byen efter mælk.
Efter en lang søgen ender han i Guidopolis, hvor han midt i sit indkøb opdager at hans bil er ved at blive fjernet.
Her møder Homer, "Towboyen" Louie, der er vejenes konge.
Homer forelsker sig hurtigt i jobbet som "Towboy" og bliver ansat.
I mellemtiden hjemme i Springfield finder Marge, ved hjælp af Bart & Lisa, nummeret til en børnepsykiater
der straks rykker ud og på næsten skræmmende vis, får overbevist Marge om at give mere slip på Maggie.
Dette resulterer i at Maggie bliver selvstændig og meget moden, meget hurtigt.
Homer har dalende popularitet i Springfield da han efterhånden har fjernet samtlige biler, de utilfredse borgere
kvitterer med at lokke ham i en fælde der hurtigt bliver farlig.
Marge og børnene undres over at Homer ikke er hjemvendt i over 4 dage, da Maggie (med hjælp af Santa's Little Helper) finder Homer og bringer ham hjem.
Imens Maggie var ude og redde Homer har Marge gjort en sæk kartofler til sit nye hjertebarn, hvilket dræber Maggies selvstændighed med det samme og det hele bliver som det altid har været ...

### I Don't Wanna Know Why the Caged Bird Sings
Under et bankrøveri overtaler Marge røveren til at overgive sig selv til politiet. Marge lover ham, at hun vil besøge ham i fængslet, men hvad sker der, når han løslades og Marge har brudt sit løfte?

### Treehouse of Horror XVIII
Bart og Lisa hjælper Kodos med at "ringe hjem", men Kodos udnytter deres hjælp til at planlægge noget uhyggeligt.

### Little Orphan Millie
Da Milhouses forældre forsvinder til havs og antages at være omkommet, er han tvunget til at mande sig op. Hans nye selvsikkerhed gør ham sejere end Bart!

### Husbands and Knives
Marge åbner et fitnesscenter kun for kvinder, men Homer er bange for at miste hende, når hun bliver en succesfuld forretningskvinde.

### Funeral for a Fiend
Bob vender tilbage, og denne gang har han hele familien med sig. Han igangsætter en djævelsk plan for endelig at gøre det af med Bart.

### Eternal Moonshine of the Simpson Mind
En morgen da Homer vågner, befinder han sig udenfor og er dækket af sne. Da han kommer hjem, er alle væk.

### E Pluribus Wiggum
Da borgmester Quimby gør Springfield til den første by i USA, der skal afholde primærvalg, belejrer medierne byen.

### That 90's Show
Homer og Marge fortæller hvordan deres ungdomsliv var i college, hvor Homer starter sit eget band og bliver berømt.
Afsnittet er mere eller mindre hyldest til det gamle 90'er-band Nirvana, og Homer prøver og ligne forsangeren Kurt Cobain.